# 崔錫鼎

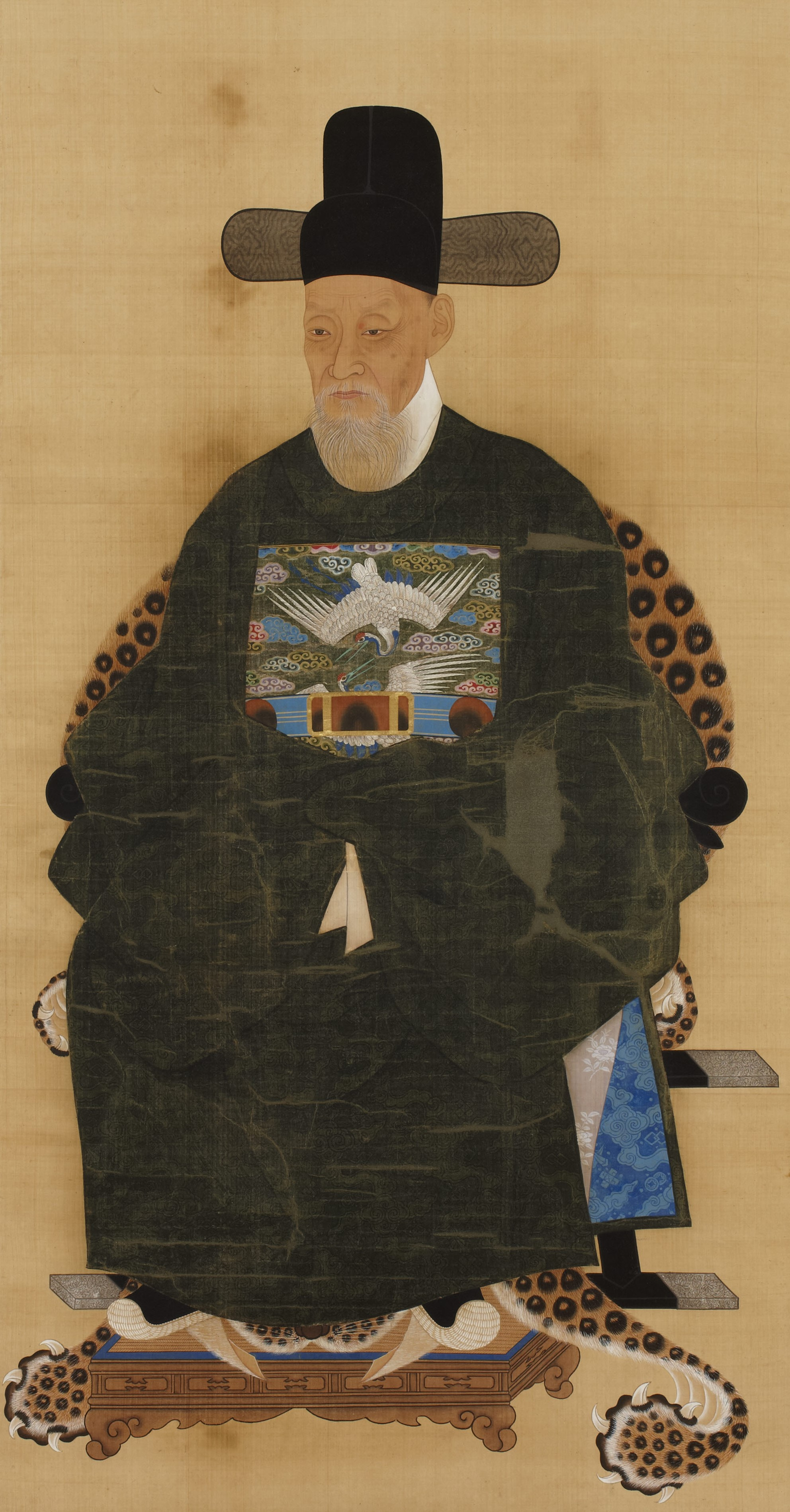
崔錫鼎

崔錫鼎（：／ Choe Seok-jeong，1646年7月2日—1715年12月6日），字汝時、又字汝和，號存窩、又号明谷。本貫全州崔氏，朝鮮王朝文臣、學者、數學家。
原名崔錫萬，為領議政崔鳴吉之孫。歷任副提學、大司成、都承旨、弘文館提學、吏曹參判、大司憲、吏曹判書、大提學等職。肅宗年間出任右議政，後升左議政，隨後曾三度出任領議政。他是少論派的成員之一，但反對誣告老論派成員金益勳、金錫胄參與逆謀事件。1680年（肅宗六年），他被錄為保社原從功臣一等。1728年（英祖五年），他因參與鎮壓李麟佐之亂，被錄為奮武原從功臣一等。死後諡文貞。
崔錫鼎對易經和陽明學頗有研究。他於1700年出版了一部名為《九數略》的數學書籍。該書是世界上第一步研究拉丁方陣的書籍，比西方世界的萊昂哈德·歐拉還要早至少67年。此外，他還發明了地數龜文圖。

## 影視形象
- 1995年SBS電視劇《張禧嬪》 文熙遠（朝鲜语：문회원） 飾
- 2002年KBS電視劇《張禧嬪》 閔旭（朝鲜语：민욱 (배우)） 飾